# Rumanowa Kopka
Rumanowa Kopka (słow. Rumanova kôpka, niem. Ruman-Koppe, węg. Ruman-púp) – niewielkie wzniesienie znajdujące się w południowo-wschodniej grani Wysokiej w słowackiej części Tatr Wysokich. Rumanowa Kopka stanowi najbardziej wysunięte na południowy wschód wzniesienie w tejże grani odchodzącej od Wysokiej. Od Szarpanych Turni (dokładnie od Małej Szarpanej Turni) na północnym zachodzie oddzielona jest głęboką, nienazwaną przełęczą. Na wierzchołek Rumanowej Kopki nie prowadzą żadne znakowane szlaki turystyczne.
U podnóża Rumanowej Kopki, po stronie Dolinki Rumanowej leżą dwa stawy – Rumanowy Staw (największy zbiornik tej doliny) i dużo mniejsze Rumanowe Oko. Masyw Rumanowej Kopki zamyka od południowego zachodu Dolinkę Rumanową i oddziela ją od Złomiskiej Zatoki.
Z powodu łatwej dostępności nie ma żadnych danych na temat pierwszych wejść turystycznych na Rumanową Kopkę. Wejść na nią dokonywano od dawna, najprawdopodobniej pierwszymi jej zdobywcami byli anonimowi myśliwi.